# رگ خواب (فیلم)
رگ خواب فیلمی ایرانی به کارگردانی و تهیه‌کنندگی حمید نعمت‌الله است که در سال ۱۳۹۵ به نمایش درآمد. نوشتن فیلم‌نامهٔ این فیلم بر عهدهٔ معصومه بیات بوده‌است. لیلا حاتمی در این فیلم نقش زنی آسیب‌پذیر به‌نام مینا را ایفا می‌کند که به‌تازگی از همسر خود جدا شده و هنگام یافتن کار شیفتهٔ یک مرد دیگر می‌شود. کوروش تهامی، الهام کردا و لیلا موسوی از دیگر بازیگران فیلم هستند.
رگ خواب اولین بار در بهمن ۱۳۹۵ در سی و پنجمین دوره جشنواره فیلم فجر به نمایش درآمد. این فیلم در آن مراسم نامزد دریافت چهار جایزه شد و توانست جایزهٔ بهترین بازیگر زن برای حاتمی و جایزهٔ بهترین جلوه‌های ویژه بصری و جایزهٔ بهترین جلوه‌های ویژه میدانی را کسب کند.
رگ خواب در ویژه‌نامه اسفند ماه ۱۳۹۵ ماهنامه سینمایی فیلم به عنوان فیلم برگزید منتقدان این نشریه انتخاب شد.

## نظر منتقدان درباره رگ خواب
عموم منتقدان اثر نعمت الله را در روایت و تصویر کردن زنی در آستانه فروپاشی و بازگشت او از یک قهقهرای خودساخته، تحسین کردند.
لیلی فرهادپور بازیگر و فعال حقوق زنان با خوانشی فمینیستی دربارۀ رگ خواب می‌نویسد: «برای من مهم این بود که منتقدان تقریباً متفق‌القول بودند که رگ خواب فیلمی زنانه است، بدون واردشدن به وادی فمینیسم! ... در حالیکه این فیلم یک فیلم هالیوودی نیست که شخصیت در دقیقه ٥٠ یا ٦٠ متحول شود یا تلاش برای تغییر داشته باشد و فیلم نعمت‌الله از آن جهت که نشان می‌دهد تلاش‌نکردن برای تغییر به اضمحلال این زن می‌انجامد می‌تواند یک فیلم فمینیستی محسوب شود» حسن صنوبری منتقد سینما اما در مقابل با خوانشی آرکی‌تایپی می‌نویسد: «فیلم زنانه یا فیلم با موضوع زنان، یا فیلم با رویکرد فمینیستی  تعریف خودش را دارد و به صرف حضور مؤلفه‌ها و فضاهای زنانه در یک فیلم نمی‌توان آن فیلم را یک فیلم با موضوع اصلی زنان نامید. بله شخصیت اصلی و پرتره فیلم یک زن است، زاویه دید و روایت فیلم هم به شدت زنانه است، چنانکه نویسنده فیلمنامه هم یک زن اتفاقاً زنانه‌نویس است و در آثار دیگری هم روی شخصیت‌های زن تمرکز داشته است؛ حتی باید این را اشاره کنم که بُعد اجتماعی فیلم هم بیشتر ناظر به زنان است. اما وقتی به معنای اصلی و نهان فیلم توجه کنیم باز می‌بینیم رویه اجتماعی فقط یکی از رویه‌های فیلم است و زنانگی هم تا حد زیادی مثل عشق اینجا فقط یک مضمون است. لذا فیلم اخیر حمید نعمت الله فاصله زیادی با فیلم‌های کارگردانانی چون رخشان بنی‌اعتماد دارد.» صنوبری در ادامه رگ خواب را فیلمی سمبلیک با تاویل‌های پنهان عرفانی معرفی می‌کند.

## خلاصه داستان
مینا، بعد از جدایی از همسرش به دنبال شغل و محل اسکانی می‌گردد. در این مسیر با کامران، مدیر رستورانی که در آن کار می‌کند آشنا می‌شود. کامران سرپناهی به او می‌دهد. مینا تحت تأثیر حمایت‌ها و محبت‌های کامران به او دل می‌بازد. کامران نیز به مینا مشتاق و علاقه‌مند است. روزها از پس هم می‌گذرد و عشق مینا به کامران کاسته نمی‌شود و اوج می‌گیرد. اما کامران آن کسی نیست که او فکر می‌کرده. درواقع کامران از اعتماد و علاقه مینا به خود سوء استفاده کرده‌است…

## بازیگران
| بازیگر          | نقش             |
| --------------- | --------------- |
| لیلا حاتمی      | مینا            |
| کوروش تهامی     | کامران          |
| الهام کردا      | آیلا            |
| لیلا موسوی      | منصوری          |
| بامداد نعمت‌الله | پسر آیلا        |
| خسرو بامداد     | پدر مینا        |
| اصغر پیران      | کارگر کامران    |
| غزاله جزایری    | صندوق‌دار فست‌فود |
| بهزاد رحیم‌خانی  | دندان‌پزشک       |
| آزیتا لاچینی    | صاحبخانه        |

## اکران
اکران خصوصی رگ خواب روز چهارشنبه هفدهم خرداد ماه ۱۳۹۶ در سینما استقلال برگزار شد و یک هفته بعد بیست و چهارم خرداد ماه اکران عمومی آن آغاز شد.
همچنین پنجم آبان ماه اکران مردمی رگ خواب، ویژه حمایت از کمپین یوزپلنگ آسیایی در پردیس سینمایی گالری ملت برگزار شد.

## جوایز
| سال  | جشنواره                                       | قسمت                       | نامزد                                       | نتیجه    | جایزه         |
| ---- | --------------------------------------------- | -------------------------- | ------------------------------------------- | -------- | ------------- |
| ۱۳۹۵ | سی و پنجمین دوره جشنواره فیلم فجر             | بهترین بازیگر نقش اول زن   | لیلا حاتمی                                  | برنده    | سیمرغ بلورین  |
| ۱۳۹۵ | سی و پنجمین دوره جشنواره فیلم فجر             | بهترین جلوه‌های ویژه بصری   | سینا قویدل                                  | نامزدشده | سیمرغ بلورین  |
| ۱۳۹۵ | سی و پنجمین دوره جشنواره فیلم فجر             | بهترین جلوه‌های ویژه میدانی | آرش آقابیک                                  | برنده    | سیمرغ بلورین  |
| ۱۳۹۵ | سی و پنجمین دوره جشنواره فیلم فجر             | بهترین عکس                 | امیرحسین شجاعی                              | برنده    | سیمرغ بلورین  |
| ۱۳۹۶ | یازدهمین دوره جشن منتقدان و نویسندگان سینمایی | بهترین فیلم                | حمید نعمت‌الله                               | برنده    | جایزه اصلی    |
| ۱۳۹۶ | یازدهمین دوره جشن منتقدان و نویسندگان سینمایی | بهترین کارگردانی           | حمید نعمت‌الله                               | برنده    | جایزه اصلی    |
| ۱۳۹۶ | یازدهمین دوره جشن منتقدان و نویسندگان سینمایی | بهترین فیلمنامه            | معصومه بیات                                 | برنده    | جایزه اصلی    |
| ۱۳۹۶ | یازدهمین دوره جشن منتقدان و نویسندگان سینمایی | بهترین بازیگر نقش اول مرد  | کوروش تهامی                                 | نامزدشده | جایزه اصلی    |
| ۱۳۹۶ | یازدهمین دوره جشن منتقدان و نویسندگان سینمایی | بهترین بازیگر نقش اول زن   | لیلا حاتمی                                  | برنده    | جایزه اصلی    |
| ۱۳۹۶ | یازدهمین دوره جشن منتقدان و نویسندگان سینمایی | بهترین فیلمبرداری          | فرشاد محمدی                                 | نامزدشده | جایزه اصلی    |
| ۱۳۹۶ | یازدهمین دوره جشن منتقدان و نویسندگان سینمایی | بهترین موسیقی متن          | سهراب پورناظری                              | برنده    | جایزه اصلی    |
| ۱۳۹۶ | یازدهمین دوره جشن منتقدان و نویسندگان سینمایی | بهترین تدوین               | مهدی سعدی                                   | نامزدشده | جایزه اصلی    |
| ۱۳۹۶ | یازدهمین دوره جشن منتقدان و نویسندگان سینمایی | بهترین چهره‌پردازی          | سهند ترابی                                  | نامزدشده | جایزه اصلی    |
| ۱۳۹۶ | یازدهمین دوره جشن منتقدان و نویسندگان سینمایی | بهترین طراحی صحنه و لباس   | محمدرضا میرزا محمدی و آزاده قوام            | نامزدشده | جایزه اصلی    |
| ۱۳۹۶ | نوزدهمین جشن خانه سینما                       | بهترین فیلم                | حمید نعمت‌الله                               | نامزدشده | تندیس شایستگی |
| ۱۳۹۶ | نوزدهمین جشن خانه سینما                       | بهترین کارگردانی           | حمید نعمت‌الله                               | نامزدشده | تندیس شایستگی |
| ۱۳۹۶ | نوزدهمین جشن خانه سینما                       | بهترین بازیگر نقش اول مرد  | کوروش تهامی                                 | نامزدشده | تندیس شایستگی |
| ۱۳۹۶ | نوزدهمین جشن خانه سینما                       | بهترین بازیگر نقش اول زن   | لیلا حاتمی                                  | برنده    | تندیس شایستگی |
| ۱۳۹۶ | نوزدهمین جشن خانه سینما                       | بهترین فیلمنامه            | معصومه بیات                                 | نامزدشده | تندیس شایستگی |
| ۱۳۹۶ | نوزدهمین جشن خانه سینما                       | بهترین فیلمبرداری          | فرشاد محمدی                                 | برنده    | تندیس شایستگی |
| ۱۳۹۶ | نوزدهمین جشن خانه سینما                       | بهترین صداگذاری            | بهمن اردلان                                 | برنده    | تندیس شایستگی |
| ۱۳۹۶ | نوزدهمین جشن خانه سینما                       | بهترین صدابرداری           | بابک اردلان                                 | برنده    | تندیس شایستگی |
| ۱۳۹۶ | نوزدهمین جشن خانه سینما                       | بهترین جلوه‌های ویژه بصری   | سینا قویدل                                  | برنده    | تندیس شایستگی |
| ۱۳۹۷ | هجدهمین دوره جشن دنیای تصویر                  | بهترین فیلم                | حمید نعمت‌الله                               | برنده    | تندیس حافظ    |
| ۱۳۹۷ | هجدهمین دوره جشن دنیای تصویر                  | بهترین کارگردانی           | حمید نعمت‌الله                               | نامزدشده | تندیس حافظ    |
| ۱۳۹۷ | هجدهمین دوره جشن دنیای تصویر                  | بهترین بازیگر زن           | لیلا حاتمی                                  | برنده    | تندیس حافظ    |
| ۱۳۹۷ | هجدهمین دوره جشن دنیای تصویر                  | بهترین بازیگر مرد          | کوروش تهامی                                 | برنده    | تندیس حافظ    |
| ۱۳۹۷ | هجدهمین دوره جشن دنیای تصویر                  | بهترین فیلمنامه            | معصومه بیات                                 | برنده    | تندیس حافظ    |
| ۱۳۹۷ | هجدهمین دوره جشن دنیای تصویر                  | بهترین فیلمبرداری          | فرشاد محمدی                                 | نامزدشده | تندیس حافظ    |
| ۱۳۹۷ | هجدهمین دوره جشن دنیای تصویر                  | بهترین تدوین               | مهدی سعدی                                   | نامزدشده | تندیس حافظ    |
| ۱۳۹۷ | هجدهمین دوره جشن دنیای تصویر                  | بهترین موسیقی متن          | سهراب پورناظری                              | برنده    | تندیس حافظ    |
| ۱۳۹۷ | هجدهمین دوره جشن دنیای تصویر                  | بهترین موسیقی تیتراژ       | همایون شجریان (برای قطعه آهای خبردار)       | برنده    | تندیس حافظ    |
| ۱۳۹۷ | هجدهمین دوره جشن دنیای تصویر                  | بهترین دستاورد هنری        | سینا قویدل (برای جلوه‌های ویژه بصری رگ خواب) | نامزدشده | تندیس حافظ    |
| ۱۳۹۷ | نخستین دوره جایزه آکادمی سینماسینما           | بهترین فیلم                | حمید نعمت‌الله                               | نامزدشده | جایزه اصلی    |
| ۱۳۹۷ | نخستین دوره جایزه آکادمی سینماسینما           | بهترین کارگردانی           | حمید نعمت‌الله                               | برنده    | جایزه اصلی    |
| ۱۳۹۷ | نخستین دوره جایزه آکادمی سینماسینما           | بهترین فیلمنامه            | معصومه بیات                                 | نامزدشده | جایزه اصلی    |
| ۱۳۹۷ | نخستین دوره جایزه آکادمی سینماسینما           | بهترین بازیگر زن           | لیلا حاتمی                                  | برنده    | جایزه اصلی    |
| ۱۳۹۷ | نخستین دوره جایزه آکادمی سینماسینما           | بهترین بازیگر مرد          | کوروش تهامی                                 | نامزدشده | جایزه اصلی    |

*دیپلم افتخار بهترین بازیگر نقش اول مرد در یازدهمین دوره جشم منتقدان و نویسندگان سینمایی به کوروش تهامی تعلق گرفت.

## موسیقی
در آغاز دومین هفته نمایش فیلم رگ خواب، نماهنگ فیلم با صدای همایون شجریان و آهنگسازی سهراب پورناظری رونمایی شد.
آلبوم رگ خواب علاوه بر موسیقی متنِ فیلم، شامل چهار قطعه باکلام ازجمله «آهای خبردار»، «رگ خواب»، «ابر می‌بارد» و «گریه می‌آید مرا» با اشعاری از امیر خسرو دهلوی، حسین منزوی و مولانا است. این اثر توسط ارکستر موسیقی فیلم سی ای اف بلغارستان اجرا شده و تهمورس پورناظری، هوشیار خیام و شین کاراسکو به عنوان تک‌نواز در آن حضور دارند. همچنین دیوید گارنر آهنگساز برجستهٔ آمریکایی، بردیا کیارس آهنگساز و رهبر ارکستر و آرین کشیشی نوازندهٔ بیس به عنوان تنظیم‌کننده در این آلبوم ایفای نقش کرده‌اند.

## در نظرسنجی‌ها
سیزده منتقد مجله فیلم ۲۴ به ۲۸ فیلم از آثار اکران شده در نیمه نخست سال ۱۳۹۷ امتیاز دادند. سه فیلم «ماجرای نیمروز»، «رگ خواب» و «ویلایی‌ها» از نگاه منتقدان این مجله بالاترین امتیاز را کسب کردند.